# Divas
Divas je bila ženska pop grupa iz Zagreba koju su činile Ivana Husar, Marija Husar, Maja Vučić i Martina Pongrac. Skupina je osnovana krajem 1995. godine i djelovala na domaćoj glazbenoj sceni sve do 2005. godine, kada su objavile da se razilaze. Izdale su tri studijska i dva live albuma, te višestruke su dobitinice prestižne nagrade Porin. Njihove najpoznatije pjesme su: "Sexy cool", "Oprosti mi", "Da ili ne", "Bon appetit", "Tvoja jedina" i mnoge druge.

## Povijest sastava
Grupu Divas osnovale su na Badnjak 1995. godine Ivana i Marija Husar, Martina Pongrac i Maja Vučić. Svoje pjevačke karijere započinju već odmalena u djevojačkom zboru 'Zvjezdice' gdje su provele niz godina pjevajući i klasičnu te zabavnu glazbu. Već 1994. godine nastupale su na Euroviziji kao prateći vokali Tonyju Cetinskom s pjesmom "Nek ti bude ljubav sva". 
Godine 1996. nastupaju na Dori s pjesmom "Sexy cool", a krajem iste godine objavljuju prvi maxi singl. Nakon ogromnog uspjeha pjesme "Sexy cool" i osvajanja Porina grupa 1997. godine objavljuje prvi studijski album "Ladies" s hitovima: "Funky maniac", "Pet", "Sexy cool"...
Godine 1999. grupa prvi puta nastupa na Festivalu zabavne glazbe Split i osvaja nagradu "Grand Prix" s pjesmom "Da ili ne", koja je bila uvod u album "Divas" koji je objavila krajem 1999. godine izdavačka kuća Croatia Records. Prosinca 2000. godine grupa je održala dva solistička koncerta u zagrebačkom HNK-u, s kojeg je objavila album uživo "HNK Live, Božićne zvjezdice".
Početkom 2002. godine objavljuju svoj posljednji studijski album "Bon appetit", koji izdaje Menart Records, s albuma je izdano nekoliko uspješnih singlova, između ostalog i veoma uspješan duet s Oliverom Dragojevićem, pjesma "To nismo mi". U 2005. godini grupa je poslije koncerta u dvorani Vatroslav Lisinski pod nazivom "Divas & dive" objavila prestanak rada grupe.

## Diskografija

### Studijski albumi
- 1997. – Ladies
- 1999. – Divas
- 2002. – Bon appetit

### Live albumi
- 2000. – HNK Live, Božićne zvjezdice
- 2005. – Divas & dive

### Singlovi
- 1996. – Sexy cool